# 西藏鹅掌柴
西藏鹅掌柴（学名：Schefflera wardii）为五加科鹅掌柴属的植物，为中国的特有植物。分布在中国大陆的云南、西藏等地，生长于海拔2,000米至2,500米的地区，多生于林下，目前尚未由人工引种栽培。